# Space Cube Jazz
Space Cube Jazz ist ein Musikalbum von Matthew Shipp & Steve Swell. Die am 24. November 2021 in den Park West Studios, Brooklyn entstandenen Aufnahmen erschienen am 12. Januar 2024 auf RogueArt.

## Hintergrund
Obwohl sich der Pianist Matthew Shipp und der Posaunist Steve Swell schon sehr lange kennen, war es im November 2021 das erste Mal, dass diese beiden Musiker, beide aus der New Yorker Szene, gemeinsam Aufnahmen machten. Space Cube Jazz enthält neben jeweils einer Komposition der Beteiligten zehn Duo-Improvisationen.

## Titelliste
- Matthew Shipp & Steve Swell: Space Cube Jazz (RogueArt ROG-0133)[1]

1. Flashes 6:40
2. Electric Tip 6:49
3. Ice and Water 4:33
4. Firmament 6:01
5. Space Warp (Shipp) 2:11
6. Space Cube Jazz 5:11
7. The Dumb Abyss 2:09
8. Stairways 6:25
9. By and By (Swell) 2:47
10. Dark Matter 4:46
11. String Theory 5:21
12. Space Hammer 2:02

Wenn nicht anders vermerkt, stammen die Kompositionen von Matthew Shipp & Steve Swell.

## Rezeption
Angesichts ihres jeweiligen Rufs in der kreativen Musik und der langen Beziehung beider Künstler zum Label RogueArt sei es überraschend, dass Shipp und Swell bisher noch nie ein gemeinsames Album aufgenommen hätten, schrieb James Koblin (The Necessary Blues). Die Ergebnisse dieser Sessions seien jedoch hervorragend. Die Musik habe eine Dichte und einen Glanz, die ihre Exzellenz auszeichne. Dies sei eine faszinierende und willkommene Veröffentlichung.

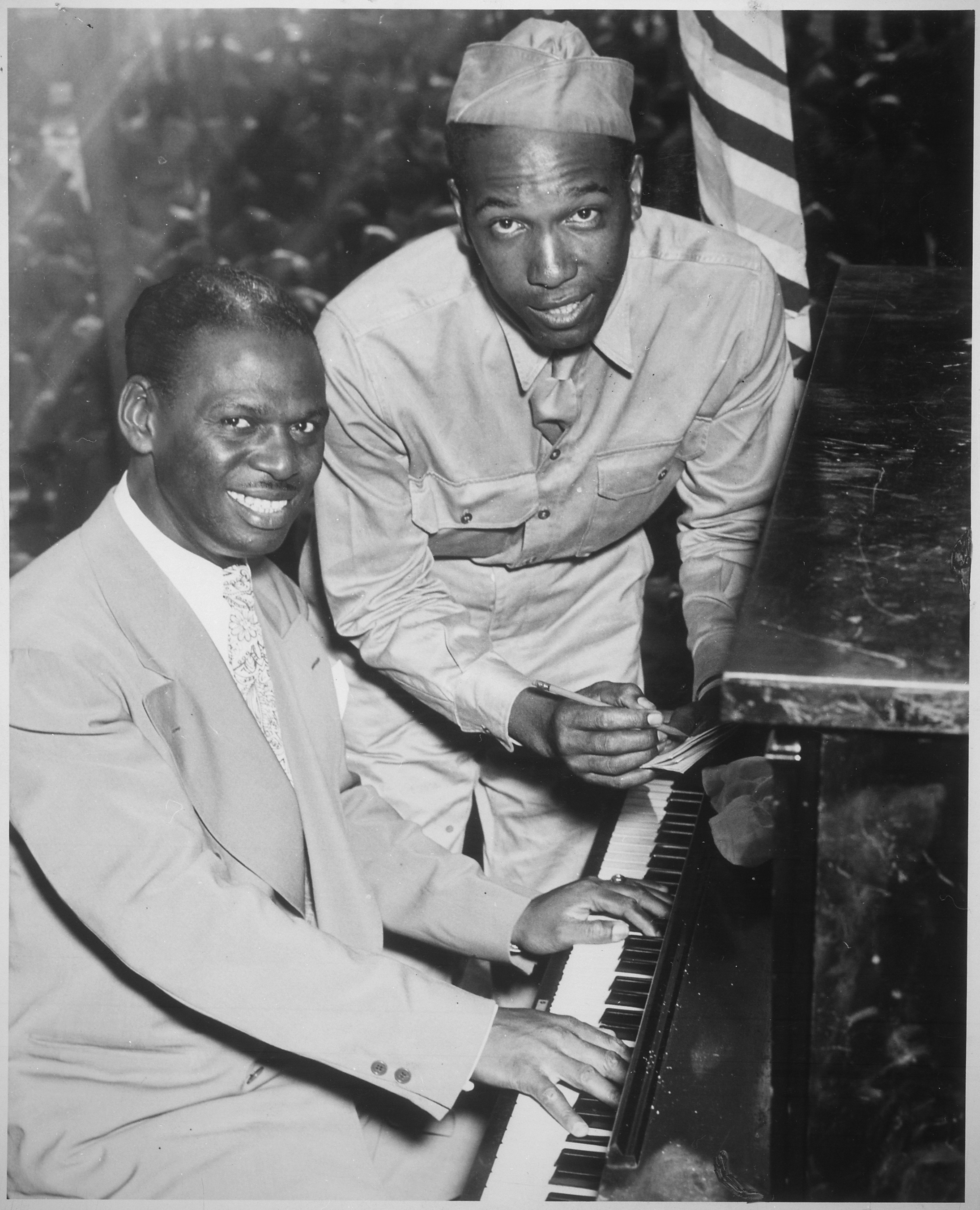
Earl Hines (am Klavier) mit Charles Carpenter, seinem früheren Manager

Swell und Shipp würden sehr verbunden klingen, wie es die besten Spieler können, wenn sie in die Welt des anderen eintauchen und eine gemeinsame Sprache erarbeiten, schrieb Kevin Le Gendre in Jazzwise. Vor fast einem Jahrhundert hätten Louis Armstrong und Earl Hines erstaunliche Blechbläser- und Klaviermusik gemacht, und obwohl es phantasievoll erscheinen mag, ihren „klassischen Jazz“ mit zwei dauerhaften Helden der Avantgarde zu vergleichen, bestehe eine offensichtliche und unbestreitbare Verbindung zwischen ihnen in einem Sinn für Verspieltheit sowie Mysterium und Fantasie. Es sei bezeichnend, dass Shipp und Swell an lange, wenn nicht sogar marathonartige Auftritte gewöhnt sind, sich aber für die Kürze von mehr als einem Dutzend Tracks mit einer durchschnittlichen Dauer von dreieinhalb Minuten entschieden.
Enormes Wissen werde durch kluge Selbstbearbeitung ausgeglichen, so Le Gendre weiter. Klanglich bedeute das viel Raum, sowohl in Bezug auf Handlungsspielraum als auch in Bezug auf den Ort, an dem man Sun Ra trifft, denn wenn Swell seine aufsteigenden tiefen Töne auf den stählernen Hämmern von Shipps Rhythmus schweben lässt, sei das Ergebnis eine Kuriosität, die einer Miniatur des Arkestra würdig sei. „Dark Matter“, ein wunderbar schräger Moll-Blues, sei ein Höhepunkt des Albums. „Überlegene Duo-Musik also. Zwei verwandte Geister stimmen sich aufeinander ein und erfassen Frequenzen von nah und fern.“
Das Format habe einige bemerkenswerte Vorläufer (wie News from Berlin von Conny Bauer und Aki Takase und Turning Point von Steve Swell und Dave Burrell), aber mit Shipp und dem Posaunisten Steve Swell erlebe man einen völlig anderen Ansatz, schrieb Paul Serralheiro (Squidco). Bemerkenswert sei vor allem die Raumnutzung und die sehr umfangreiche Ausnutzung feiner Schattierungen der Klangfarben, die die beiden aus ihren Instrumenten herausholen können, wobei das Klavier manchmal wie eine Glenn-Gould-Kaskade eindringlicher Töne oder wie eine Komposition der Zweiten Wiener Schule klinge, mit eckiger Atonalität, während die Ausdrucksqualitäten der Posaune durch erweiterte Techniken und einen klugen Einsatz von Dämpfern hervorgehoben werden.